# Auñón

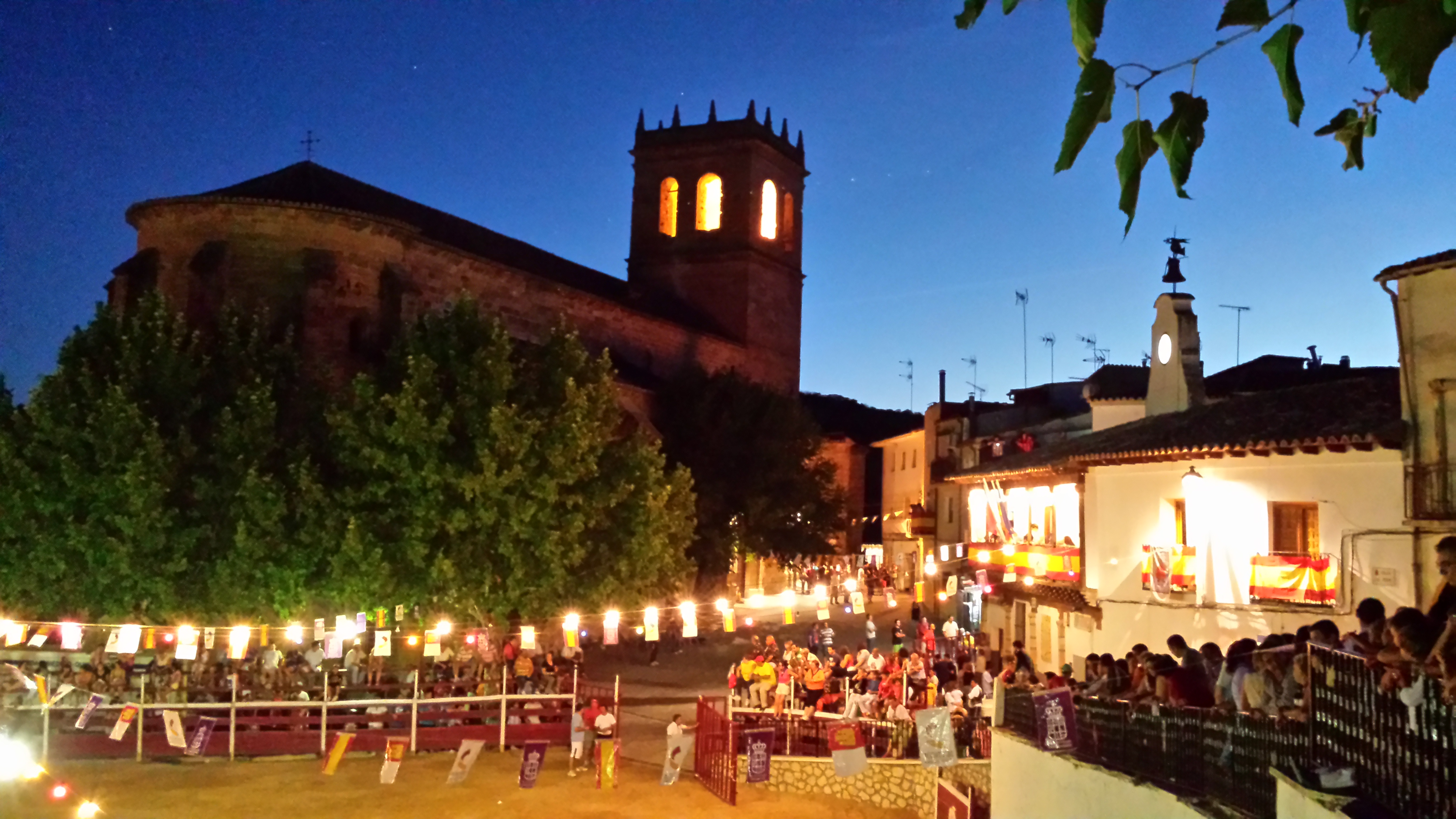

Auñón est une commune de la province de Guadalajara dans la communauté autonome de Castille-et-León en Espagne.